# 護法少女ソワカちゃん
『護法少女ソワカちゃん』（ごほうしょうじょソワカちゃん）は、kihirohitoが個人で制作し動画投稿サイトで発表している連作アニメーション作品。一部は2009年7月よりDVD化されている。

## 解説
『護法少女ソワカちゃん』は元々は2007年の10月8日に架空のアニメーション作品のオープニングアニメーションとして動画投稿サイトニコニコ動画にて公開された動画に始まる。オープニングに流れる歌は音声合成ソフト初音ミクによって作成され、また動画に登場する主人公のソワカちゃんとして初音ミクを模したキャラクター画を使用している。作者のkihirohitoは当初「護法少女ソワカちゃんという架空アニメの役柄を初音ミクが演じている」作品として作っていたと説明している。オープニングを公開した時点ではシリーズ化は予定されていなかったが、続きを求める声があったことから続いてエンディングテーマが公開され、更に反響に答える形で劇場版の主題歌のような形のものとしてその次の作品を作ったが、出来上がった後にそれを連作の一部として位置づけることを思いつき、第7話という形で公開されることとなった、その後順次「護法少女ソワカちゃん　第○話の歌」という形でストーリが進められているが、これらも話数に関係なくばらばらの順序で公開されている。『護法少女ソワカちゃん』は初音ミクによって作られた歌によってストーリーが語られる歌劇のような形をとっており、各キャラクターの台詞はふきだしで描かれるだけで音声としては登場しない。
設定としては魔法少女アニメのようなフォーマットを取りつつ、「ヘタウマ調」「脱力系」とも評される絵柄に、仏教やオカルト、ミステリー、アニメ、芸術、ニュー・アカデミズム、80年代カルチャーといったネタをふんだんに取り込み、音楽の完成度もあいまって『護法少女ソワカちゃん』はカルト的な人気を博している。

## 各作品と音楽
ここでは作品発表順に記載する。

### 本編
オープニング
歌「護法少女ソワカちゃん〜恋の真言(マントラ) オン・マカラギャ・バゾロウシュニシャ・バザラサトバ・ジャク・ウン・バク〜」
エンディング
歌「極楽に行きたいのなら」
第7話　ソワカちゃん荒野を行く〜死して屍拾う者なし〜　の巻
歌「あの菩提樹の下で」
第3話　そして哀しみは羇旅辺土（きりょへんど）を照らすであらう　の巻
歌「哀しみ行脚日本海」
第6話　ソワカちゃん　VS　暗黒生徒会　の巻
歌「虚空蔵からのメッセージ」
第8話　背徳と退廃の街　索多瑪（ソドム）　の巻
歌「やがて業火につつまれん」
第5話　クーヤン浄土から帰る　の巻
歌「夢の曼珠沙華」
第4話　問ひたまふこそこひしけれ　の巻
歌「Love or DYE」
第11話　決戦、グルグル寺院
歌「修羅礼賛」
第9話　時輪タントラ外道祭文
歌「香巴拉の門」
第11話　決戦、グルグル寺院
歌「修羅礼賛 feat. Cool Young」(「修羅礼賛」のクーヤン視点バージョン)
第2話　さよなら　クーヤン　の巻
「赤き胎海をめぐりて」
第10話（その1）　メカ沢先生かく語りき
歌「機械居士かく語りき」
第10話（その2）
歌「南無666」
第1話（その1）　はじめまして　私ソワカちゃん　の巻
歌「波浪!!ソワカちゃん花まつり」
第1話（その2）
歌「揵闥婆城奇譚」
第1話（その3）
歌「はすのうてな」
第1話（その4）
歌「秘陣閃耀降魔(HE'S INSAME YOU ALL GO MAD)」
第12話　悪夢と呪法の王国 DOCTRINE OF NO FUTURE
歌「善悪の彼岸」
第13話　ソワカちゃん宇宙へ行く
歌「羅睺の星」
第14話　六道歴程因果法（ろくどうれきていいんがだるま）
歌「螺旋状の刹那」
第15話　ソワカちゃん地獄変
歌「焔魔を憐れむ歌」
第3話　そして哀しみは羇旅辺土（きりょへんど）を照らすであらう　の巻
歌「哀しみ行脚日本海 ～寄せ鍋Mix～」
第16話　偽りの故郷（マイホーム）
歌「火車遇々」

### スピンアウト・関連作品
- 本編のストーリーに関係するもの
  - 年末SP　メリークリスマス　in　お寺
  - 再生と法滅のあいだ
  - 一蓮托生なり三兄弟
  - コードネームは赤い数珠(Le Chapelet rouge)
  - 噫無常
  - ソワカちゃん音頭
  - 噫無常(がくぽVer)
  - 東京レクイエム
  - 睡蓮散る散る月満ちる
  - 恋虹
- 本編のストーリーにはあまり関係ないが、登場人物が深く重なっているもの
  - 密猟の夜
  - 歌「千々石ミゲル友の会のテーマ」

### 「バルドソドル」シリーズ
天刑執行御神体バルドソドル
MIC 利美藤カオルを主人公とした巨大ロボアニメ。
しぜんだいすき
上記のセルフパロディー。
妄想神学プリンキピア [天刑執行御神体バルドソドル Episode R]

### イベント用作品
本朝 Over The Rainbow 縁起　護法少女ソワカちゃん電奇梵唄会
オープニング
歌「膝の裏側がかゆい」
エンディング(電奇梵唄会Ver)
歌「極楽に行きたいのなら(電奇梵唄会Ver)」

第二回電奇梵唄会「如是我聞 核的窮理 はくちょう座X-1」
民間人の皆さんありがとう（梵唄会Ver.）
歌「民間人の皆さんありがとう（梵唄会Ver.）」

## キャラクター

### 二胡堂寺
ソワカちゃん
主人公。ある日何者かに父親を殺され、その死の真相を求め旅に出る。五鈷杵からビームを出す能力を持つ。なお、作中でソワカちゃんが使用している五鈷杵は通信販売で買ったもの。
「胎蔵界(アカシックレコード)からのメッセージ」により、様々な危機を察知し、また推理することができる。この能力と多くの人々の助けを得て、グルグル教団やドクガとの戦いの日々を送る。敵側潜入時の偽名として「清怒川沙流呂(せいぬがわ しゃるろっと)と名乗っている。
クーヤン
ソワカちゃんと共に旅に出る「弟的ポジション」の小坊主。マサカド・インパクト・チルドレン(以下MIC)の一人であり、口から発した文字を実体化できる能力を持つ。「ちびっこハウス襲撃事件」の後、ソワカちゃんの家で共に暮らしていたが血のつながりは無い。平安時代の僧侶空也がモデルとみられている。敵側潜入時の偽名として「へも太郎」と名乗っている。
パパ和尚
ソワカちゃんの父親で東京の西日暮里にある二胡堂寺の住職。ある日何者かに殺される。かつてメカ沢新一・マローラモとともにチベットで修行していたことがあり、マローラモとは麗子を通じ交換日記を行っていた。
ママ
ソワカちゃんの母親。かつてコミックマーケットでやおい本の売り子をしていた際に「マサカド・インパクト」に遭遇し不慮の死を遂げる。
檀家さん
本名「檀ふみお」。
ヌーメン
ソワカちゃん・クーヤンと旅をする謎のマスコット。口癖は「におってー」

### マローラモ探偵事務所
マローラモ
本名不明。唯識論的本質直感でソワカちゃんを助ける上半身裸のラテン系万葉人。さまざまな方面にコネクションを持つ。また「使徒使徒ぴっちゃん」を使役し遠隔地や空中の移動も可能。「ちびっこハウス襲撃事件」では麗子の助けを借り、ヤンデルとグレテル兄妹を除くMICを救出する。
麗子(Reiko-Zo)
探偵事務所のエージェント。コードネームは「赤い数珠(Le Chapelet rouge)」。メッセンジャーとして、また工作員として活躍する。

### メカ沢先生宅
メカ沢新一
グルグル教団に囚われ、サイボーグ化され仏典や魔導書の翻訳を強制されていた宗教学者。主著書に『はじまりの冷麺』など。DVDのキャラクター紹介では名前がメカ某先生となっている。
執事A

メイドB

### 警察
ロボ田きよし・トミ田ひろし
パパ和尚殺害事件の捜査担当だったが、その正体はグルグル教団の手先。「なんたらクロス」で惨痢王に合体変身する。

### ドクガ(魂の独我論的救済教)
患者X(デブヌル男)

ゆあーん、ゆよーん、ゆやゆよん
汚れちまった三兄弟。元レンタルビデオショップ経営。

### グルグル教団
導師グルグル(ぐるグルグル)
本名・呉くれぞう。人類を全て月の食料にしようとしている。
ナースIDE
常に点滴器具を持っている謎のナース。
根田切三郎
科学の粋を集めて作られたNETAKILOID(ネタキロイド)
ヤンデル
グレテルの兄。精神的に病んでいる。MICの能力として「不動金縛りの術が使える」
グレテル
ヤンデルの妹。セーラー服姿でヨーヨーを武器とする。MICの能力として「10m先のコケシをヨーヨーで倒せる」
眼球たん

貞子

わけのわからないもの

大仏次郎先生
ヤンデルとグレテルの方術の教師。ちなみに黒瓜はエクセルの教師。
黒瓜黒男
Excelを使った悪魔召喚プログラムで魔物を召喚する。
惨痢王
大陸中国から来たパチモン。ロボ田とトミ田の変身後の姿。

### MIC
利美藤カオル(りびどう かおる)
MICのひとりであり、卵を見ただけで「なまたまごかゆでたまごか」を見分ける能力をもつ。マッドサイエンティスト・ナグモ博士(最終科学研究所)に拾われ、「天刑執行御神体バルドソドル」の操縦者となりドクガと戦う。
達子
最終科学研究所に出入りする謎の少女。カオルの世話を焼きたがる。MICとしての能力は「高速増殖炉ギャラクティカメルトダウン」
松平定忠
能力として「世界の国旗をすべて覚えている」
しゅんすけ
能力として「サッカーボールを蹴ると必ず空気が抜ける」
みっちゃん
能力として「小動物と話せる」

### 敵なの?味方なの?
小波旬(こなみ しゅん)
謎のイケメン。当初はドクガ2代目皇帝「愛羅舞 六薫浪流(あいらぶ ろっくんろうる)」として戴冠したこともあったが、患者Xによるクーデター(実行部隊はゆあーん・ゆよーん・ゆやゆよん三兄弟)にて追われ、女装して難を逃れる。占いをした際カラスに「またとなけめ」と叫ばれ捲土重来を諦める。その後ナースIDEに助けられたこともあり、グルグル教団に協力していたが「聖アウスラ学園」の雇われ生徒会長をしていた際、根田切先生を裏切りソワカちゃん達を助ける。その後都立ペドラム病院409号室の戦いに「ぬめり川くん」として参加。ソワカちゃん達を地下帝国アガルタの中途にあるメカ沢先生宅に送り届ける。

### その他
モモショー
浜田省吾（ハマショー）に似た恰好をした桃太郎。ドラッグの売人。
こけし
本作品の中心となる重要なイコン。

## DVD
護法少女ソワカちゃんのDVD「乗の巻」は2009年7月15日に発売された。動画投稿サイトでの公開と同じく話数とは異なる順番で収録されている。ただし、動画投稿サイトではエンディングはオープニングの次に公開されている。また権利関係で問題のあるような表現にはモザイク処理を入れる等の修正がされている。
|    | 話数             | 収録作品                                                                                                 |
| -- | ---------------- | --- |
| 1  | オープニング     | 護法少女ソワカちゃん 〜恋の真言 オン・マカラギャ・バゾロウシュニシャ・バザラサトバ・ジャク・ウン・バク〜 |
| 2  | 第7話            | あの菩提樹の下へ                                                                                         |
| 3  | 第3話            | 哀しみ行脚日本海                                                                                         |
| 4  | 第6話            | 虚空蔵からのメッセージ                                                                                   |
| 5  | 第8話            | やがて業火に包まれん                                                                                     |
| 6  | 第5話            | 夢の曼珠沙華                                                                                             |
| 7  | 第4話            | LOVE or DYE                                                                                              |
| 8  | 第11話           | 修羅礼賛                                                                                                 |
| 9  | エンディング     | 極楽に行きたいのなら                                                                                     |
| 10 | ボーナストラック | 修羅礼讃スペシャルアレンジ（仮） 【編曲:礒村英司】                                                       |

DVD「覚の巻」はAmazon.co.jp限定版が2009年12月9日、通常版が同月23日に発売された。動画サイトで公開された作品の他、kihirohitoによるDVDだけの書き下ろし動画も収録している。「余は如何にして機械仕掛となりし乎 - 機械居士かく語りきRemix」、「護法少女ソワカちゃん RPG」については初回限定版のみの収録。「乗の巻」では表現の修正が多く加えられていたが、「覚の巻」においては担当者の努力の甲斐あって修正は最低限に抑えられているという
|    | 話数            | 収録作品                                                                 |
| -- | --------------- | ------------------------------------------------------------------------ |
| 1  | 第1話（その1）  | 波浪!!ソワカちゃん花まつり第1話（その1）                                 |
| 2  | 第1話（その2）  | 揵闥婆城奇譚 護法少女ソワカちゃん第1話（その2）                          |
| 3  | 第1話（その3）  | はすのうてな 護法少女ソワカちゃん第1話（その3）                          |
| 4  | 第1話（その4）  | 秘陣閃耀降魔 護法少女ソワカちゃん第1話（その4）                          |
| 5  | 第2話           | 赤き胎海をめぐりて 護法少女ソワカちゃん第2話                             |
| 6  |                 | 再生と法滅のあいだ                                                       |
| 7  | 第9話           | 香巴拉の門 護法少女ソワカちゃん第9話                                     |
| 8  | 第10話（その1） | 機械居士かく語りき 護法少女ソワカちゃん第10話（その1）                   |
| 9  | 第10話（その2） | 南無666 護法少女ソワカちゃん第10話（その2）                              |
| 10 |                 | 一蓮托生なり三兄弟                                                       |
| 11 |                 | コードネームは赤い数珠                                                   |
| 12 |                 | メリークリスマス in お寺                                                 |
| 13 |                 | GandharvaNagara - 揵闥婆城奇譚Remix                                      |
| 14 |                 | 余は如何にして機械仕掛となりし乎 - 機械居士かく語りきRemix（限定版のみ） |
| 15 |                 | 護法少女ソワカちゃん RPG                                                 |

## CD
- 『護法少女ソワカちゃん Remix! 改の巻』（LOiD、2010年12月15日発売）
  1. 護法少女ソワカちゃんOP Remixed by baker
  2. 7話　あの菩提樹の下へ Remixed by KNOTS
  3. 5話　夢の曼珠沙華 Remixed by Denkitribe
  4. 4話　LOVE or DYE Remixed by takamatt
  5. 11話　修羅礼賛 Remixed by 礒村英司
  6. 9話　香巴拉の門 Remixed by KTG
  7. 2話　赤き胎海を巡りて Remixed by rlboro
  8. 10話その1　機械居士かく語りき Remixed by 礒村英司
  9. 10話その2　南無666 Remixed by 8#Prince
  10. 1話その2　縨闥婆城奇譚 Remixed by 礒村英司
  11. 1話その2　はすのうてな Remixed by MOL.
  12. 12話　善悪の彼岸 Remixed by ちゃぁ
  13. 14話　螺旋状の刹那 Remixed by キャプテンミライ
  14. 15話　焔魔を憐れむ歌 Remixed by Dixie Flatline
  15. ED 極楽に行きたいのなら Remixed by うどんゲルゲ

## ソワカちゃんと初音ミク
主人公のソワカちゃんは初音ミクの姿を模して描かれたものであるが、若干異なるデザイン（シャツとネクタイがスカートにタックインされている、ソックスが短い、アームカバーでは無く手袋をしている、首が描かれず胴の上に直接頭が描かれている等）とソワカちゃんと言う固有名、特定の物語世界の主人公と言う立場のために初音ミクとは異なる固有のキャラクターとして受け入れられている。また、固有の物語を持つソワカちゃんは初音ミクから派生したキャラクターではあっても、初音ミクや他の初音ミクをモデルとして創作された派生キャラクターたちのようなファンコミュニティーの共同作業によって形作られたキャラクターではなく、他の初音ミク関連のキャラクターとは異なる位置づけともみなされており、また2008年発売の「ユリイカ 増刊号 総特集 初音ミク」に掲載された「初音ミクの魅力とは 二〇〇八年の展開を振り返って」という記事においてはソワカちゃんは派生キャラクターとは別のものとして分類されている。